# Selmer, Tennessee
Selmer är administrativ huvudort i McNairy County i Tennessee. Orten har fått sitt namn efter Selma, Alabama. Vid 2020 års folkräkning hade Selmer 4 446 invånare.